# Bell Telephone Company

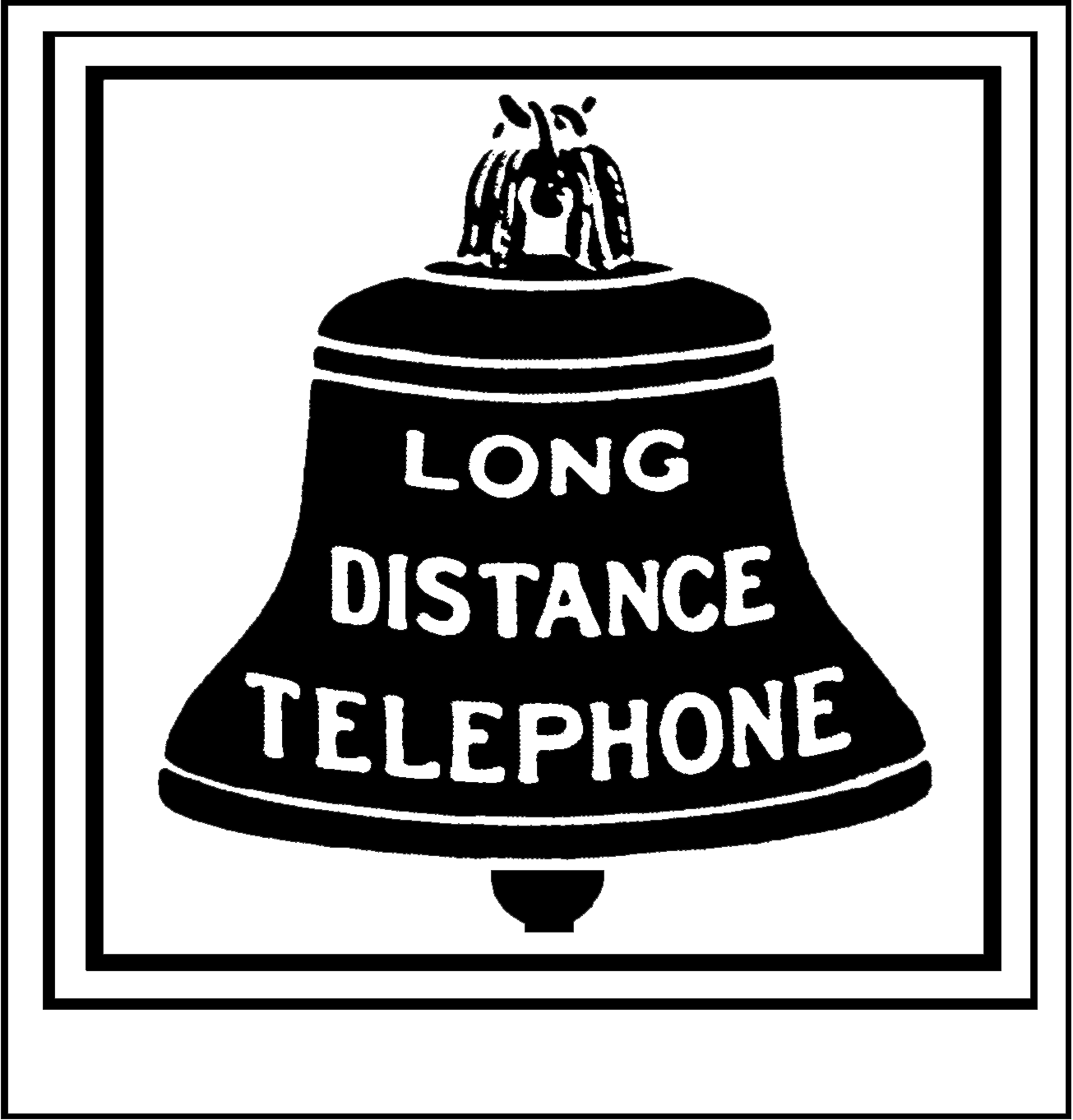
Un logo de Bell System (dit la Campana Blava) usat del 1889 al 1900. La Bell Telephone Company i les seues successores crearen el Bell System i ho van expandir.

Bell Telephone Company va ser una empresa estatunidenca de telecomunicacions creada el 9 de juliol de 1877 per Alexander Graham Bell i per Gardiner Greene Hubbard, qui també va ajudar a organitzar una empresa germana - la New England Telephone and Telegraph Company. Bell Telephone es va iniciar sobre la base de posseir "patents potencialment valorables", principalment la patent mestra #174465 del telèfon de Bell. Les dues companyies es van fusionar el 17 de febrer de 1879 per formar la National Bell Telephone Company, alhora en què Theodore Vail va prendre control de les seues operacions.
La National Bell Telephone Company es va fusionar amb altres empreses el 20 de març de 1880 per formar l'American Bell Telephone Company.
American Bell Telephone Company posteriorment es convertiria en l'American Telephone & Telegraph Company (AT&T), la qual va arribar a ser una de les empreses de telefonia més grans del món. A més d'acreditar-se-li el plantejament d'una definició que dona origen a l'Enginyeria en Sistemes. Però abans d'això, la primera referència que descriu àmpliament el procediment de l'Enginyeria de Sistemes va ser publicat el 1950 per Melvin J. Kelly, llavors director dels laboratoris de la Bell Telephone.(FB).